# آلبرت جی. بوریج
آلبرت جِی. بوریج (به انگلیسی: Albert J. Beveridge) سناتور سابق عضو حزب جمهوری‌خواه ایالات متحده آمریکا بود. وی در سال ۱۸۹۹ تا ۱۹۱۱ میلادی سناتور ایالت ایندیانا در سنای ایالات متحده آمریکا بود.